# The Evens
The Evens — американський інді-рок дует, який складається з Яна Маккея (баритон-гітара, вокал) й Емі Фаріни (барабани, вокал). Дует сформувався у 2001 році, у Вашингтоні, у той час інший гурт Маккея, Fugazi, зробив перерву. Почались активні репетиції дуету The Evens. Гурт зіграв декілька концертів. У березні 2005 року випустив однойменний альбом на студії Маккея Dischord Records. The Evens знаний вибором незвичних місць для виступів і перформансами, а також специфічним звучанням, яке багато хто називає D.C. звуком або Dischord звуком. «Вашингтон пост» описав цей звук як «те, що відбувається, коли постхардкор стає постпостхардкором».

## Історія
Наприкінці 2003 року The Evens записали відео-кліп на свою оригінальну дитячу пісню «Vowel Movement», який створили для дитячої інтернет-програми Pancake Mountain.
Оскільки у той час гурт Fugazi був на паузі, цей відео-кліп підживив чутки про розпад Fugazi і створив передумови для припущень щодо нового музичного періоду Маккея. У пісні лунає весела музика та приспіви у дусі «Вулиці Сезам» й інших освітніх програм для дітей. У відео зображені галасливі діти, що танцюють.
Протягом 2006 року Маккей і Фаріна створювали матеріал для нового альбому, а у червні-липні 2006 року записали його. 6 листопада 2006 року випустили свій другий альбом «Get Evens».
20 листопада 2012 року гурт випустив свій останній альбом «The Odds». Альбом посів 45-те місце у чарті Топ-50 найкращих альбомів Stereogum 2012 року.

## Дискографія
- The Evens LP (2005);
- Get Evens LP (2006);
- 2 Songs 7" (2011);
- The Odds LP (2012).[6]